# Zorzines exrubicunda
Zorzines exrubicunda là một loài bướm đêm trong họ Noctuidae.